# Cyrtodactylus brevipalmatus
Cyrtodactylus brevipalmatus là một loài thằn lằn trong họ Gekkonidae. Loài này được Smith mô tả khoa học đầu tiên năm 1923. Chúng là loài đặc hữu của Thái Lan.